# Миняев, Владимир Алексеевич
Влади́мир Алексе́евич Миня́ев (30 мая 1921, Луга — 25 марта 2008, Санкт-Петербург) — врач, доктор медицинских наук, профессор; заслуженный деятель науки Российской Федерации.

## Биография
С 1939 по июнь 1941 года учился в Ленинградском Военно-медицинском училище, затем служил военным фельдшером в 102-м батальоне аэродромного обслуживания.
Участник Великой Отечественной войны, с декабря 1941 по август 1945 года — командир санитарного взвода стрелкового полка 8-й Гвардейской стрелковой дивизии им. генерал-майора И. В. Панфилова. Дважды был тяжело ранен на фронте; одно из ранений получил осенью 1944 г.: во время жестокого боя был ранен немецкой миной — тяжелейшее ранение, память о котором — крупповская сталь в ногах на всю оставшуюся жизнь.
В сентябре 1945 поступил в I Ленинградский медицинский институт им. акад. И. П. Павлова и окончил его с отличием в июле 1951 года врачом-хирургом.
В августе 1966 года по 1988 год — ректором 1-го ЛМИ; одновременно в 1978—1993 годы руководил кафедрой общественного здоровья и здравоохранения. За время его руководства институтом были построены новые здания ряда клиник, спортивно-оздоровительный комплекс с 7 спортзалами и бассейном, новые студенческие общежития. Является автором Генерального плана развития 1 ЛМИ на 25 лет, которым университет пользуется до сих пор.

### Семья
Жена — Нина Тихоновна Миняева (1926—2007), акушер-гинеколог;
- две дочери;
  - две внучки.

## Награды
- орден Красной Звезды
- медаль «За отвагу»
- орден Отечественной войны 1 степени
- два ордена Ленина
- орден Октябрьской Революции
- орден Трудового Красного Знамени
- медали[1].

## Память
30 мая 2011 года на корпусе № 5 СПбГМУ им. И. П. Павлова открыта мемориальная доска В. А. Миняеву.